# Гарсиа, Сальвадор
Сальвадор Гарсиа Пуиг (исп. Salvador García Puig, также известен как Сальва (исп. Salva); род. 4 марта 1961, Сант-Адрия-де-Безос) — испанский футболист, игравший на позиции защитника.

## Клубная карьера
Профессиональную карьеру начал в 1980 году в клубе «Барселона B». В 1982 году перешёл в «Реал Сарагоса». Дебют в Примере состоялся 5 сентября того же года в матче против «Реал Бетиса». Всего за 2 сезона, выступая за «арагонцев», Гарсиа провёл 60 матчей. В 1984 году подписал контракт с «Барселона», но сразу же был отдан в аренду в «Эркулес». За клуб из Аликанте провёл полсезона 1985/86. Дебютный гол в Примере состоялся 6 апреля 1986 в матче против «Валенсии». В составе «Барселоны» провёл 4 матча в Кубке УЕФА 1987/88. В 1982 году перешёл в «Логроньес», в котором в 1992 году завершил карьеру футболиста.

## Международная карьера
Дебют за национальную сборную Испании состоялся 5 октября 1983 года в товарищеском матче против сборной Франции. Был включён в состав на Чемпионат Европы 1984 во Франции, где помог сборной дойти до финала. Всего Гарсиа провёл за сборную 6 матчей.

## Достижения

### Клубные
- Чемпион Испании: 1984/85
- Обладатель Кубка Испании: 1987/88
- Обладатель Кубка обладателей кубков: 1988/89

### Международные
- Вице-чемпион Европы: 1984